# Modliszki
Modliszki (Mantodea) – rząd owadów, które najliczniej występują w strefie tropikalnej i subtropikalnej. Swoją nazwę zawdzięczają pozycji, przypominającej osobę z rękami złożonymi do modlitwy. W południowej Polsce występuje chroniona modliszka zwyczajna (Mantis religiosa). Opisano ponad 2300 gatunków modliszek.
Głowa jest ortognatyczna, ruchliwa, z dużymi oczami (występują także przyoczka) typu apozycyjnego. Skrzydła błoniaste, bogato użyłkowane, składane w spoczynku wzdłuż ciała. Pierwsza para odnóży dobrze rozwinięta, służąca do chwytania ofiary. W końcu odwłoka znajdują się ujścia przewodu pokarmowego, wydalniczego i rozrodczego. U niektórych gatunków ubarwienie mimetyczne, upodobniające do kwiatów, wśród których czatują na ofiary.
Modliszki są drapieżne, czasem występuje kanibalizm. Nie jest jednak prawdą popularny mit, zgodnie z którym każda kopulacja kończy się zjedzeniem samca przez samicę. Takie zdarzenie zachodzi tylko w 5 do 30% przypadków (liczby różnią się w zależności od badań). Aby do tego doszło, musi zajść kilka czynników jednocześnie: w otoczeniu musi być mało pożywienia, samiec musi podchodzić do samicy od przodu, a nie od tyłu, a sezon godowy musi się już kończyć. Kanibalizmowi podczas kopulacji sprzyja też stres, jakiemu poddane są te zwierzęta w warunkach laboratoryjnych.
Płeć modliszek rozpoznaje się po segmentach na odwłoku. Samiec ma ich zazwyczaj 8–9, a samica 6.

## Systematyka
Do rzędu modliszek zaliczane są rodziny:
- Acanthopidae
- Amorphoscelidae
- Chaeteessidae
- Empusidae
- Eremiaphilidae
- Hymenopodidae
- Iridopterygidae
- Liturgusidae
- Mantidae – modliszkowate
- Mantoididae
- Metallyticidae
- Sibyllidae
- Tarachodidae
- Thespidae
- Toxoderidae.

Najbliższe pokrewieństwo łączy modliszki z karaczanami, jak również z termitami.